# Jared Boll
Jared Boll (* 13. Mai 1986 in Charlotte, North Carolina) ist ein ehemaliger US-amerikanischer Eishockeyspieler und derzeitiger -trainer. Der rechte Flügelstürmer absolvierte zwischen 2007 und 2018 über 500 Spiele für die Columbus Blue Jackets und die Anaheim Ducks in der National Hockey League. Dabei verkörperte er den Spielertyp des Enforcers.

## Karriere
Jared Boll begann seine Karriere als Eishockeyspieler bei den Lincoln Stars, für die er von 2003 bis 2005 in der United States Hockey League spielte. Anschließend wurde er im NHL Entry Draft 2005 in der vierten Runde als insgesamt 101. Spieler von den Columbus Blue Jackets ausgewählt. Zunächst spielte der Flügelspieler jedoch zwei Jahre für die Plymouth Whalers aus der Ontario Hockey League, bevor er vor der Saison 2007/08 in den NHL-Kader der Blue Jackets aufgenommen wurde. Sein erstes Tor in der National Hockey League erzielte der US-Amerikaner am 10. Oktober 2007 gegen die Phoenix Coyotes.
In der Folge verbrachte Boll neun Saisons bei den Blue Jackets, in denen er 518 Spiele absolvierte und dabei 62 Scorerpunkte erzielte. Den Lockout der Saison 2012/13 verbrachte er bei TuTo Hockey in der finnischen Mestis. Im Juni 2016 kauften ihn die Blue Jackets aus seinem letzten Vertragsjahr heraus (buy-out), sodass er sich fortan auf der Suche nach einem neuen Arbeitgeber befand. Er verließ die Jackets mit den meisten Strafminuten (1195) in der Franchise-Geschichte.
Als Free Agent schloss er sich in der Folge den Anaheim Ducks an und unterzeichnete dort einen Zweijahresvertrag. Diesen erfüllte er und verkündete anschließend im Sommer 2018 das Ende seiner aktiven Karriere. Insgesamt hatte er 590 NHL-Spiele absolviert. Boll galt als klassischer Enforcer, so hält er mit 1195 Strafminuten den Franchise-Rekord der Columbus Blue Jackets. Zudem hat kein Spieler mehr große Strafen (174) als der Angreifer erhalten, als er zwischen 2007 und 2018 in der NHL aktiv war.
Direkt mit dem Ende seiner aktiven Karriere kehrte Boll zu den Columbus Blue Jackets zurück, für die er seither im Trainerstab tätig ist, seit der Saison 2023/24 als Assistenztrainer.

## Erfolge und Auszeichnungen
- 2007 J.-Ross-Robertson-Cup-Gewinn mit den Plymouth Whalers

## Karrierestatistik
(Legende zur Spielerstatistik: Sp oder GP = absolvierte Spiele; T oder G = erzielte Tore; V oder A = erzielte Assists; Pkt oder Pts = erzielte Scorerpunkte; SM oder PIM = erhaltene Strafminuten; +/− = Plus/Minus-Bilanz; PP = erzielte Überzahltore; SH = erzielte Unterzahltore; GW = erzielte Siegtore; 1 Play-downs/Relegation; Kursiv: Statistik nicht vollständig)